# فریتزینگ
فریتزینگ (به انگلیسی: Fritzing) یک ابتکار منبع باز برای توسعه نرم‌افزار CAD آماتور یا سرگرمی برای طراحی سخت‌افزار الکترونیک است تا از طراحان و هنرمندانی که آماده حرکت از آزمایش نمونه اولیه به ساخت مداری دائمی‌تر هستند، حمایت کند. این برنامه، در دانشگاه علوم کاربردی پوتسدام توسعه داده شد. فریتزینگ یک نرم‌افزار رایگان تحت مجوز GPL 3.0 یا جدیدتر، با کد منبع رایگان در گیت‌هاب که باینری آن با هزینه‌ای پولی، که توسط GPL مجاز است، در دسترس است.